# جستجو (۱۹۴۹ فیلم)
جستجو (انگلیسی: Look for the Silver Lining) فیلمی در ژانر زندگینامه‌ای به کارگردانی دیوید باتلر است که در سال ۱۹۴۹ منتشر شد.

## بازیگران
- جون هیور
- ری بولگر
- گوردون مک‌ری
- شارلی روگلز
- رزماری دکامپ
- سکه ساکال
- والتر کتلت
- لئو وایت
- مونته بلو
- بس فلاور
- فیلو مک‌کالو
- پیر واتکین
- داگلاس کندی
- فرد کلسی
- استنلی اندروز
- استر هاوارد
- ویلیام فارست
- هانک مان
- ادی کین
- رابین هیوز